# Khemais Labidi
  Khemais Labidi    (Tunísia, 30 d'agost de 1950) és un exfutbolista tunisià de la dècada de 1970.
Fou internacional amb la selecció de Tunísia amb la qual participà en la Copa del Món de futbol de 1978.
Pel que fa a clubs, destacà a Jeunesse Sportive Kairouanaise.
Trajectòria com a entrenador:
- 1992-1995: JS Kairouan
- 1996: JS Kairouan
- 1997: JS Kairouan
- 2002:  Tunísia
- 2005: JS Kairouan
- 2006: CS Hammam Lif
- 2017-: JS Kairouan